# Vesitükimaa
Vesitükimaa – wyspa w zachodniej części Estonii. Znajduje się na południe od wyspy Sarema.